# Frederick Markham
Ne doit pas être confondu avec Frederick Markham Bailey.
Pour les articles homonymes, voir Markham (homonymie).
Frederick Markham, né le 16 août 1805 au hameau de Ades, Chailey, près de Lewes et mort le 21 novembre 1855 à Londres, est un officier britannique. 

## Biographie
Fils de l'amiral John Markham (en), il est formé à la Westminster School.
Markham sert d'abord au Canada sous les ordres de Charles Stephen Gore comme capitaine. Blessé lors des combats de la rébellion de 1837 à la bataille de Saint-Denis, il est promu colonel en 1842 et prend part au siège de Moultan avant de commander les opérations à la bataille de Surajkund (en) au Penjab (1848-1849).
En 1852, il accompagne Sir Edward Campbell, 2nd Baronet (en) dans une expédition dans l'Himalaya et publie en 1854 un récit de ce voyage. 
Adjudant-général en Inde d'avril à décembre 1854, il est envoyé pour commander la 2e division au siège de Sébastopol au printemps 1855 lors de la guerre de Crimée. Blessé sur le Redan, il meurt peu après à Limmer's Hotel sur Conduit Street (en) à Londres.
Il est inhumé à Morland dans le Westmorland.